# ЖНБЛ в сезоне 2013/2014
Сезон ЖНБЛ 2013/2014 — 34-й сезон женской национальной баскетбольной лиги (ЖНБЛ), по окончании которого чемпионом, во второй раз, стала команда «Бендиго Спирит».
В регулярном чемпионате приняло участие девять клубов, столько же сколько и в прошлом, но один из них, «Буллин Бумерс», сменил в межсезонье своё название и стал теперь называться «Мельбурн Бумерс». Сам сезон стартовал 4 октября матчем между прошлогодними финалистами, командами «Бендиго Спирит» и «Таунсвилл Файр», в котором «Файр» переиграли противника со счётом 79:67. Регулярный чемпионат в этом сезоне завершился 15 февраля, MVP которого была признана Сьюзи Баткович, центровая клуба «Таунсвилл Файр» . Наставник клуба «Мельбурн Бумерс», Гай Моллой, признан тренером года, Алекс Уилсон из команды «Таунсвилл Файр» — новичком года. Официально же сезон 2013/2014 годов завершился 9 марта, когда команда «Бендиго Спирит» переиграла в финальной игре команду «Таунсвилл Файр» со счётом 94:83, а MVP финала была признана форвард «Спирит» Келси Гриффин.

## Регулярный чемпионат
И = Игр, В = Выигрышей, П = Поражений, П% = Процент выигранных матчей
| Регулярный сезон |                     |    |    |    |      |
| #                | Команда             | И  | В  | П  | П%   |
| 1                | Бендиго Спирит      | 24 | 22 | 2  | 91,7 |
| 2                | Данденонг Рейнджерс | 24 | 16 | 8  | 66,7 |
| 3                | Таунсвилл Файр      | 24 | 16 | 8  | 66,7 |
| 4                | Мельбурн Бумерс     | 24 | 14 | 10 | 58,3 |
| 5                | Аделаида Лайтнинг   | 24 | 12 | 12 | 50,0 |
| 6                | Сидней Юни Флэймз   | 24 | 10 | 14 | 41,7 |
| 7                | Канберра Кэпиталз   | 24 | 10 | 14 | 41,7 |
| 8                | Логан Тандер        | 24 | 7  | 17 | 29,2 |
| 9                | Уэст-Кост Уэйвз     | 24 | 1  | 23 | 4,2  |

## Финалы
| Полуфиналы      | Полуфиналы          | Полуфиналы |  |          | Предварительный финал | Предварительный финал    | Предварительный финал    |                          |                           | Большой финал             | Большой финал             | Большой финал |
| --------------- | ------------------- | ---------- |  | -------- | --------------------- | ------------------------ | ------------------------ | ------------------------ | ------------------------- | ------------------------- | ------------------------- | ------------- |
|                 |                     |            |  |          |                       |                          |                          |                          |                           |                           |                           |               |
| 23 февраля 2014 |                     |            |  |          |                       |                          |                          |                          |                           |                           |                           |               |
| 1               | Бендиго Спирит      | 71         |  |          |                       |                          |                          |                          |                           |                           |                           |               |
| 2               | Данденонг Рейнджерс | 62         |  |          |                       |                          |                          |                          |                           |                           |                           |               |
|                 |                     |            |  |          | 2 марта 2014          | 2 марта 2014             | 2 марта 2014             |                          | 9 марта 2014              | 9 марта 2014              |                           |               |
|                 |                     |            |  |          | 2                     | Данденонг Рейнджерс      | 71                       |                          | 1                         | Бендиго Спирит            | 94                        |               |
|                 |                     |            |  |          | 3                     | Таунсвилл Файр           | 74                       |                          |                           | 3                         | Таунсвилл Файр            | 83            |
| 22 февраля 2014 |                     |            |  |          |                       |                          |                          |                          |                           |                           |                           |               |
| 3               | Таунсвилл Файр      | 78         |  |          |                       |                          |                          |                          |                           |                           |                           |               |
| 4               | Мельбурн Бумерс     | 73         |  | Легенда: | Легенда:              | Посев победившей команды | Посев победившей команды | Посев победившей команды | Посев проигравшей команды | Посев проигравшей команды | Посев проигравшей команды |               |

## Лидеры сезона по средним показателям за игру
| Показатель                       | Игрок           | Команда             | Всего | Игры | В среднем |
| -------------------------------- | --------------- | ------------------- | ----- | ---- | --------- |
| Очков в среднем за игру          | Дженна О’Хей    | Данденонг Рейнджерс | 453   | 22   | 20,6      |
| Подборов в среднем за игру       | Сьюзи Баткович  | Таунсвилл Файр      | 307   | 24   | 12,8      |
| Передач в среднем за игру        | Кристи Харроуэр | Бендиго Спирит      | 194   | 24   | 8,1       |
| Перехватов в среднем за игру     | Ребекка Аллен   | Мельбурн Бумерс     | 41    | 24   | 1,7       |
| Блок-шотов в среднем за игру     | Сьюзи Баткович  | Таунсвилл Файр      | 43    | 24   | 1,8       |
| Процент точных 3-очковых бросков | Натали Хёрст    | Канберра Кэпиталз   | 35/77 | 22   | 45,5      |
| Процент точных штрафных бросков  | Стефани Камминг | Таунсвилл Файр      | 69/74 | 24   | 92,3      |

## Награды по итогом сезона
- Самый ценный игрок женской НБЛ: Сьюзи Баткович, Таунсвилл Файр
- Самый ценный игрок финала женской НБЛ: Келси Гриффин, Бендиго Спирит
- Новичок года женской НБЛ: Алекс Уилсон, Таунсвилл Файр
- Лучший оборонительный игрок женской НБЛ: Ребекка Аллен, Мельбурн Бумерс
- Лучший снайпер женской НБЛ: Дженна О’Хей, Данденонг Рейнджерс
- Тренер года женской НБЛ: Гай Моллой, Мельбурн Бумерс

- Сборная всех звёзд женской НБЛ:
  - З Лейлани Митчелл (Данденонг Рейнджерс)
  - З Дженна О’Хей (Данденонг Рейнджерс)
  - Ф Габриэль Ричардс (Бендиго Спирит)
  - Ф Лора Ходжес (Аделаида Лайтнинг)
  - Ц Сьюзи Баткович (Таунсвилл Файр)